# The Night Begins to Shine
The Night Begins to Shine es una canción de la banda B.E.R. que fue popularizada por la serie de televisión Teen Titans Go!. La canción fue originalmente coescrita y producida en 2005 como una "canción al estilo de los 80" para una biblioteca de música, y apareció por primera vez en el episodio Slumber Party como una broma de usar y tirar. Después, se hizo popular entre los fanes de la serie, y se destacó sobre todo en dos especiales; el especial de 2017 The Day the Night Stopped Beginning to Shine and Became Dark Even Though It Was the Day y una secuela lanzada en 2020, titulada The Night Begins To Shine 2.

## Historia

### La banda
B.E.R. es una banda musical ficticia formada por Carl Burnett, Frank Enea y Billy J. Reagan. Su nombre proviene de las iniciales de los apellidos de sus integrantes, Burnett, Enea y Reagan respectivamente.
Todos los sencillos que ha realizado son: The Night Begins To Shine (2005), Forever Mine (2017), Chimerical (2018), You're The One (2020) y Rise Up (2020).

### La canción
En 2005, Carl y Frank se unieron para coproducir un loop para una biblioteca musical de Carl para la productora Telepictures. Billy fue contactado posteriormente para contribuir con la letra y la voz para la canción, que acabó siendo titulada "The Night Begins to Shine" (en castellano La noche comienza a brillar).
Peter Michail, director y productor de Teen Titans Go!, se encontraba dirigiendo un episodio de la segunda temporada llamado Slumber Party (Fiesta de pijamas) cuando se quedó corto faltando 10 segundos para finalizar ese capítulo, por lo que tuvo que recurrir a rellenar con música en algún intervalo. Dado que Teen Titans Go! no tiene compositores musicales propios y no hay ninguna persona en el lote de Warner Brothers dirigiendo una orquesta junto con la producción, los directores, en la mayoría de los casos, tienen que componer sus propias canciones utilizando lo que puedan encontrar en su biblioteca de música interna.
Todo el episodio estaba siendo creado con repetidas referencias hacia los años 80, por lo que, según el mismo Michail, buscó en la biblioteca musical todo lo relacionado al género del rock de los 80 y hurgando en estos álbumes encontró "The Night Begins to Shine". Su gusto por la canción fue inmediato y es esa la razón por la que Cyborg, uno de los Jóvenes Titanes, aparece cantando junto a B.E.R. al comienzo del episodio. Canta algunas líneas y luego apaga las luces y se va a dormir.
Los productores admiten que fue una broma de usar y tirar solo para llenar el tiempo. Pero los fanes de Teen Titans Go! lo escucharon de manera diferente, y la canción se convirtió en un repentino éxito.
En una entrevista realizada por NPR a Michael Jelenic, el productor ejecutivo de la serie, afirmó: 
"A partir de ese episodio, la gente empezó a decir: ¿Qué canción es esta? ¿Es una canción que he escuchado antes?".
Dado su éxito entre los fanes, los productores decidieron que este sería el tema favorito de Cyborg para la temporada siguiente.
La canción apareció posteriormente en el episodio 40%, 40%, 20% de la tercera temporada, y se destacó en dos especiales; el especial de cuatro partes de 2017 en la cuarta temporada titulado The Day the Night Stopped Beginning to Shine and Became Dark Even Though It Was the Day y una secuela de cinco partes lanzada en 2020 para la sexta temporada, The Night Begins To Shine 2. El especial también contó con otras dos canciones de B.E.R., Forever Mine y Rise Up. Asimismo, en el especial aparecen tres versiones de The Night Begins to Shine interpretadas por Fall Out Boy, CeeLo Green y Puffy AmiYumi.

## Posiciones en las listas
Tras su aparición en Teen Titans Go!, The Night Begins To Shine alcanzó el puesto 23 en la lista Billboard Hot Rock Songs y el número 7 en la lista Billboard Rock Digital Songs. La canción también alcanzó el puesto 66 en las listas de música de iTunes y el número 1 en las listas de música rock de iTunes.